# Hübben
Hübben ist eine Hofschaft in der bergischen Großstadt Solingen.

## Geographie
Hübben befindet sich am Südhang des Viehbachtals im Solinger Stadtteil Merscheid nahe der Grenze zu Solingen-Mitte. Unmittelbar an der Hofschaft vorbei verläuft, am Fuße des Viehbachs, die nach dem Bachlauf benannte Viehbachtalstraße zwischen Solingen-Mitte und Ohligs. Im Norden, auf der anderen Bachseite, liegt die Hofschaft Dahl. Östlich davon befinden sich Bäckershof, Limminghofen und Scheuren mit dem gleichnamigen Gewerbe- und Industriegebiet. Östlich von Hübben liegen Hoffnung und Waardt. Auf dem Höhenrücken im Süden verläuft die Mangenberger Straße, weiter südlich verläuft die Bahnstrecke Solingen–Remscheid sowie Schaafenmühle und Nacken. Westlich von Hübben liegt Schmalzgrube mit dem gleichnamigen Industriegebiet.

## Etymologie
Die Herkunft des Wortes Hübben ist nicht abschließend geklärt. Vielleicht leitet es sich von einer charakteristischen Geländeform ab.

## Geschichte
Die Hofschaft Hübben lässt sich bis zum Jahr 1488 zurückverfolgen, als diese als zor Huben erstmals urkundlich im Zehntregister des Klosters Altenberg erwähnt wird.
Im Jahre 1715 ist Hübben in der Karte Topographia Ducatus Montani, Blatt Amt Solingen, von Erich Philipp Ploennies mit einer Hofstelle verzeichnet und als Hubben benannt. Es gehörte zur Honschaft Barl innerhalb des Amtes Solingen. Die Topographische Aufnahme der Rheinlande von 1824 verzeichnet den Ort als Hübben wie auch die Preußische Uraufnahme von 1844 und die Topographische Karte des Regierungsbezirks Düsseldorf von 1871.
Nach Gründung der Mairien und späteren Bürgermeistereien Anfang des 19. Jahrhunderts gehörte Hübben zur Bürgermeisterei Merscheid, die 1856 zur Stadt erhoben und im Jahre 1891 in Ohligs umbenannt wurde. 1815/16 lebten 48, im Jahr 1830 56 Menschen im als Weiler bezeichneten Hübben. 1832 war der Ort weiterhin Teil der Honschaft Barl innerhalb der Bürgermeisterei Merscheid, dort lag er in der Flur V. Merscheid. Der nach der Statistik und Topographie des Regierungsbezirks Düsseldorf als Hofstadt kategorisierte Ort besaß zu dieser Zeit neun Wohnhäuser und sechs landwirtschaftliche Gebäude mit 39 Einwohnern, davon zwei katholischen und 37 evangelischen Bekenntnisses. Die Gemeinde- und Gutbezirksstatistik der Rheinprovinz führt den Ort 1871 mit 15 Wohnhäusern und 77 Einwohnern auf. Im Gemeindelexikon für die Provinz Rheinland von 1888 werden für Hübben 14 Wohnhäuser mit 107 Einwohnern angegeben. 1895 besitzt der Ortsteil 23 Wohnhäuser mit 166 Einwohnern.

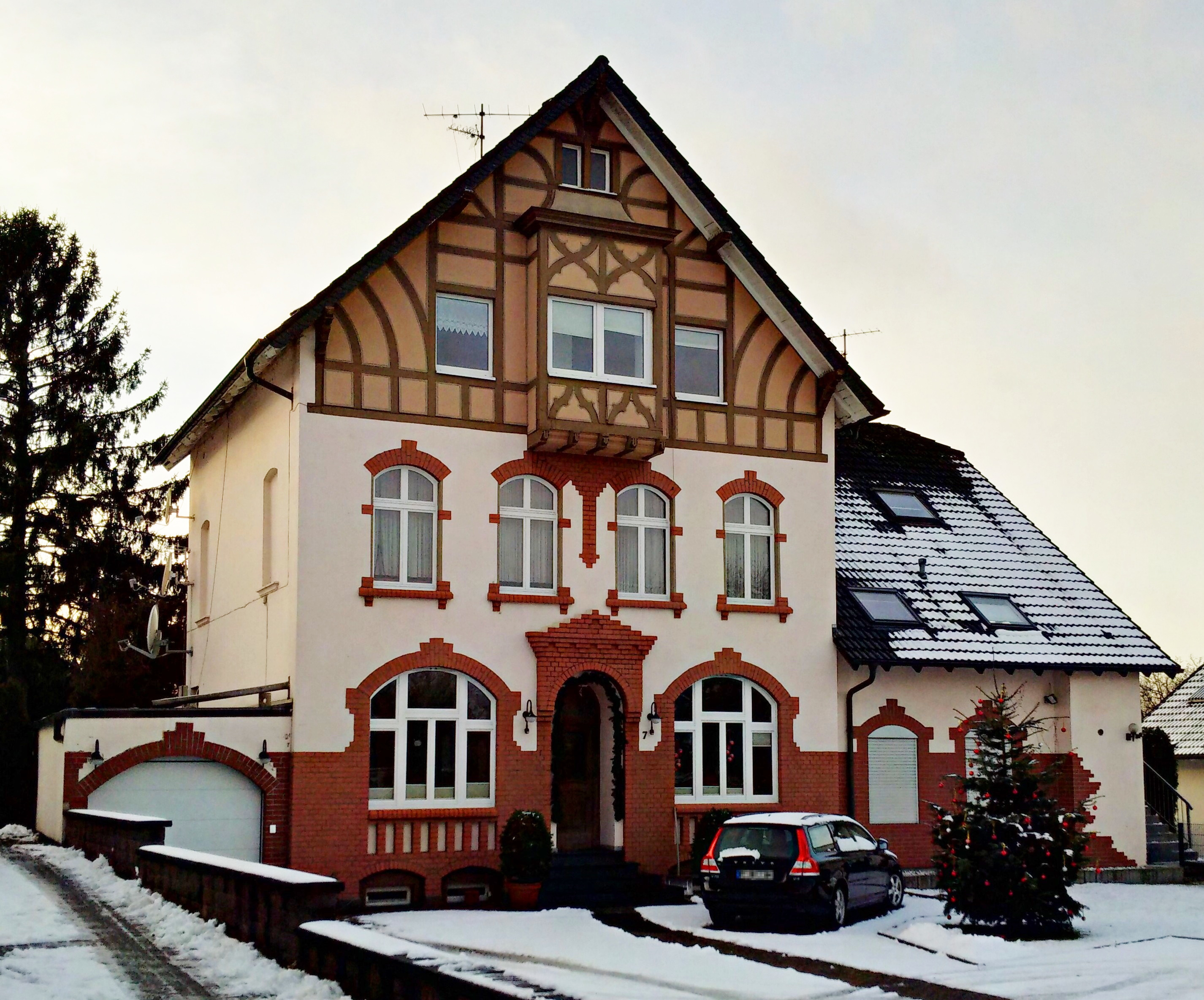
Gründerzeit-Villa am Hübben

Mit der Städtevereinigung zu Groß-Solingen im Jahre 1929 wurde die Hofschaft Hübben ein Ortsteil Solingens. Als einer der wenigen tatsächlich realisierten Abschnitte der geplanten Autobahn 54 entstand am Ende der 1970er Jahre auf dem Teilstück An der Gemarke bis Mangenberg eine vierspurige Kraftfahrstraße durch das Viehbachtal. Dieses Teilstück der als L 141n gewidmeten Viehbachtalstraße wurde am 31. August 1979 dem Verkehr übergeben. Nach zahlreichen Anwohnerbeschwerden über zu viel Lärm wurden im Folgejahr einige Maßnahmen für einen verbesserten Lärmschutz eingeleitet. Der Weiterbau der Viehbachtalstraße zwischen Mangenberg und dem Frankfurter Damm erfolgte bis 1981. Ein weiterer Ausbau unterblieb; die A 54 wurde nie fertiggestellt.:55
Seit dem Jahre 1987 stehen von den historischen Fachwerkhäusern im Ort die Gebäude Hübben 19 und 25 unter Denkmalschutz.